# اندیس آنومالی سوته
آنومالی سوته یک اندیس چندفلزی است که در حوالی شهر مریوان استان کردستان قرار دارد و مادهٔ معدنی موجود در آن، طلا است.  